# Venturia lonicerae
Venturia lonicerae är en svampart som först beskrevs av Karl Wilhelm Gottlieb Leopold Fuckel, och fick sitt nu gällande namn av Pier Andrea Saccardo 1882. Venturia lonicerae ingår i släktet Venturia och familjen Venturiaceae.   Inga underarter finns listade i Catalogue of Life.